# NGC 2818
NGC 2818 je otvoreni skup i planetna maglica u zviježđu Kompasu.

## Vanjske poveznice
- SEDS: NGC 2818